# Klina
Klina (albanska: Klinë med böjningsformen Klina; serbiska: Клина, Kliha) är en kommunhuvudort i Kosovo. Den ligger i den västra delen av landet, 50 km väster om huvudstaden Priština. Klina ligger 404 meter över havet och antalet invånare är 8 050.
Terrängen runt Klina är platt åt nordväst, men åt sydost är den kuperad. Runt Klina är det ganska tätbefolkat, med 222 invånare per kvadratkilometer. Närmaste större samhälle är Istok, 19,1 km norr om Klina. Trakten runt Klina består till största delen av jordbruksmark.